# Кувшинка белая
Кувши́нка бе́лая (лат. Nymphaéa álba) — водное растение, вид рода Кувшинка семейства Кувшинковые (Nymphaeaceae). Кувшинка белая — официальная цветочная эмблема шведской провинции Сёдерманланд.

## Ботаническое описание
Кувшинка белая — многолетнее водное растение.
Корневище — длинное, горизонтальное, разветвлённое, толстое тёмно-бурое, покрытое остатками черешков листьев.
Листья плавающие, округлые или сердцевидные, в диаметре до 20—30 см, тёмно-зелёные сверху, красновато-фиолетовые снизу. Черешки листьев уходят под воду, иногда на значительную глубину. Бывает, что мелкие водоёмы, в которых растёт кувшинка белая, высыхают, и тогда плавающие листья с длинными гибкими черешками отмирают. Но через некоторое время на корневище появляются маленькие листья на крепких прямостоящих черешках.
Цветки одиночные крупные, 5—20 см в диаметре, слабоароматные, плавающие, с белыми лепестками, постепенно переходящими в тычинки. Чашелистиков три—пять, зелёных. Основание чашечки округлое. Пестик один, с сидячим многолучевым плоским жёлтым рыльцем. Гинецей синкарпный, с полунижней завязью. Цветение начинается с середины лета и продолжается до осени.
Формула цветка: {\displaystyle \ast K_{4}\;C_{15-31}\;A_{75-110}\;G_{{14-}-{20-}}}.
Плод — коробочка. Семена растения созревают под водой в августе — сентябре. После созревания они всплывают на поверхность.

## Распространение и экология
В России растёт в европейской части, на Урале, в Западной Сибири, на Северном Кавказе,
Кувшинка белая встречается в лесной полосе и степной зоне на Украине, в Молдове, в Армении и в Азербайджане.
Растёт в водоёмах со стоячей и медленно текущей водой до 2 м глубины.

## Химический состав
Корневище кувшинки белой содержит много питательных веществ: крахмала (49 %; по другим данным, до 20 %), белка (8 %) и сахара (до 20 %). В корневище растения содержится много дубильных веществ, предохраняющих его от гниения в воде.

## Хозяйственное значение и применение
Скотом не поедается. Листьями и корневищами питаются летом водяная крыса, обыкновенный бобр (Castor fiber Linnaeus), ондатра (Ondatra zibethicus Linnaeus), европейский лось (Alces alces Linnaeus). Зимой корневищами питается ондатра. Семена поедают утки. Осенью корневищами питается выхухоль.
Корневища содержат много таннидов и могут быть использованы для дубления, а также как лекарственное вяжущее средство.
Урожайность сухих корневищ в сообществах, где господствует кувшинка, — около 2 т/га.
Молодые корневища кувшинки белой на Кавказе идут в пищу в жареном или варёном виде. Из сухих корневищ можно делать муку. Корневищами можно окрашивать ткани в чёрный и коричневый цвет. Корневища входят в состав сбора Здренко, назначавшегося раньше при раковых заболеваниях.
Семена содержат дубильные вещества и алкалоиды, могут быть использованы как заменитель кофе.

## Классификация

### Таксономическое положение
Nymphaea alba L., 1753, Sp. Pl. : 510
Вид Кувшинка белая относится к роду Кувшинка (Nymphaea) семейства Кувшинковые (Nymphaeaceae) порядка Кувшинкоцветные (Nymphaeales) клады Цветковые растения. Таксономическая схема в соответствии с Системой APG IV по состоянию на декабрь 2023 года:
|  |                          |  |                                   |                                   |                       |  | еще 2 семейства | еще 2 семейства |                |  |                         |  | еще 65 подтвержденных видов и 38 таксонов в статусе "неподтвержденных" | еще 65 подтвержденных видов и 38 таксонов в статусе "неподтвержденных" |  |
|  |                          |  |                                   |                                   |                       |  | еще 2 семейства | еще 2 семейства |                |  |                         |  | еще 65 подтвержденных видов и 38 таксонов в статусе "неподтвержденных" | еще 65 подтвержденных видов и 38 таксонов в статусе "неподтвержденных" |  |
|  |                          |  |                                   | порядок Кувшинкоцветные           |                       |  |                 |                 | Кувшинка       |  |                         |  |                                                                        |                                                                        |  |
|  |                          |  |                                   | порядок Кувшинкоцветные           |                       |  |                 |                 | Кувшинка       |  | 2 внутривидовых таксона |  |                                                                        |                                                                        |  |
|  | клада Цветковые растения |  |                                   |                                   | семейство Кувшинковые |  |                 |                 | Кувшинка белая |  |                         |  |                                                                        |                                                                        |  |
|  | клада Цветковые растения |  |                                   |                                   |                       |  |                 |                 |                |  |                         |  |                                                                        |                                                                        |  |
|  |                          |  | ещё 63 порядка цветковых растений | ещё 63 порядка цветковых растений |                       |  |                 | еще 4 рода      | еще 4 рода     |  |                         |  |                                                                        |                                                                        |  |
|  |                          |  |                                   | ещё 63 порядка цветковых растений |                       |  |                 |                 | еще 4 рода     |  |                         |  |                                                                        |                                                                        |  |

### Внутривидовые таксоны
- Nymphaea alba subsp. alba
- Nymphaea alba subsp. occidentalis (Ostenf.) Hyl.

### Синонимы
- Castalia alba Greene
- Leuconymphaea alba (L.) Kuntze
- Nymphaea alba subsp. biradiata
- Nymphaea alba var. biradiata (Sommerauer) Hartm.
- Nymphaea candida f. biradiata (Sommerauer) Lindstr.